# Eucelatoria nigripalpis
Eucelatoria nigripalpis là một loài ruồi trong họ Tachinidae.